# Eve Planeix
Eve Planeix, född 20 december 2000 i Clermont-Ferrand, är en fransk konstsimmare. 

## Karriär
I augusti 2022 vid EM i Rom var Planeix en del av Frankrikes lag som tog brons i både det tekniska och fria lagprogrammet samt i highlight.
I juni 2023 vid europeiska spelen i Kraków-Małopolska var Planeix en del av Frankrikes lag som tog guld i det akrobatiska lagprogrammet och brons i det tekniska lagprogrammet. Vid olympiska sommarspelen 2024 i Paris var hon en del av Frankrikes lag som slutade på fjärde plats i lagtävlingen.